# Cerkiew Narodzenia Najświętszej Maryi Panny w Łodzinie
Cerkiew Narodzenia Najświętszej Maryi Panny w Łodzinie – drewniana filialna cerkiew greckokatolicka, znajdująca się w Łodzinie.
Obiekt wpisany na listę zabytków w 1996 i włączony do podkarpackiego Szlaku Architektury Drewnianej.
Cerkiew została wybudowana w 1743. Wewnątrz kompletny ikonostas. Świątynię remontowano w 1875 (z tego czasu m.in. ikonostas). Cerkiew należała do parafii greckokatolickiej w Hłomczy.
Po wojnie przejęta przez Kościół rzymskokatolicki – służy jako kościół filialny Parafii Rozesłania Apostołów w Mrzygłodzie.

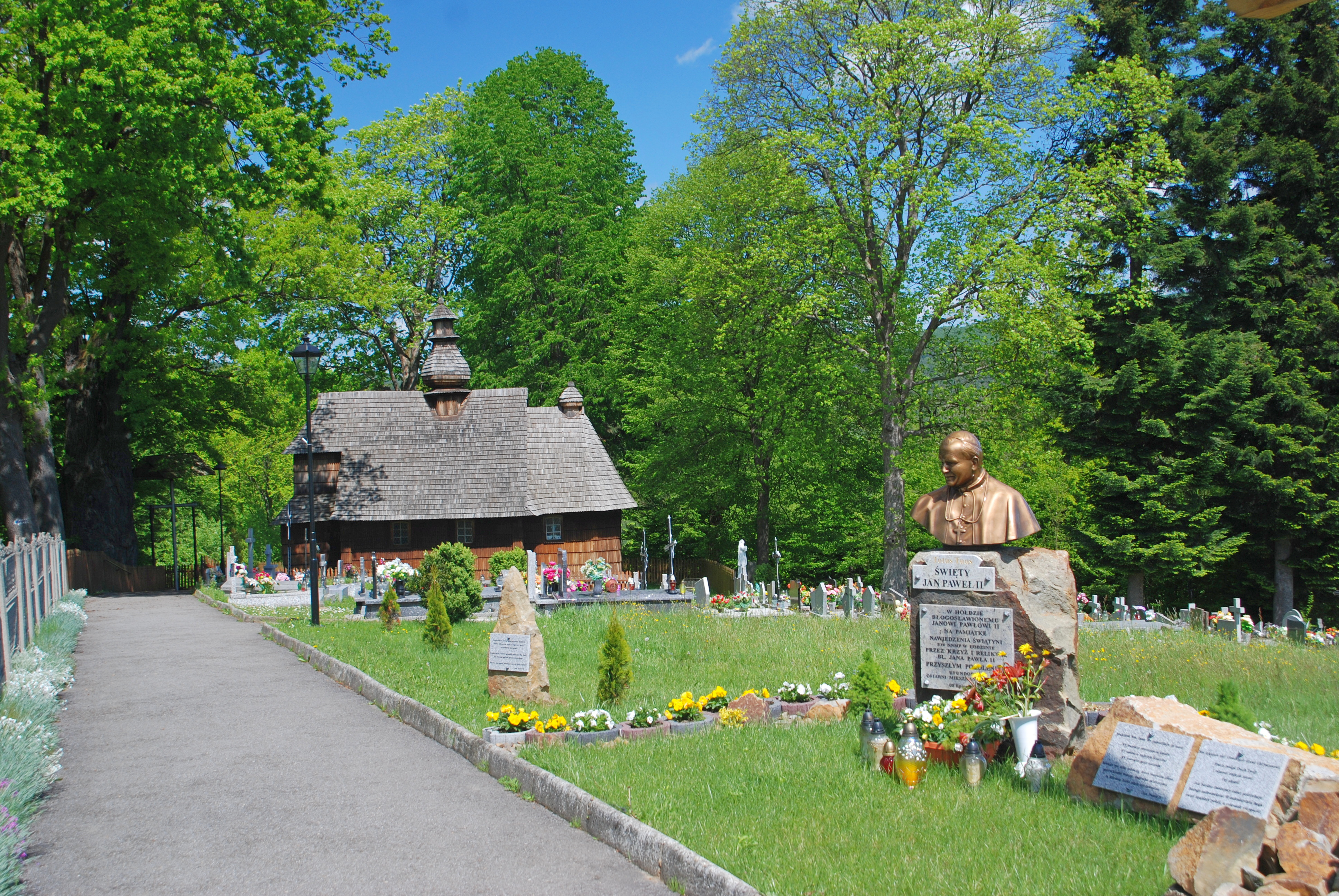
Widok ogólny
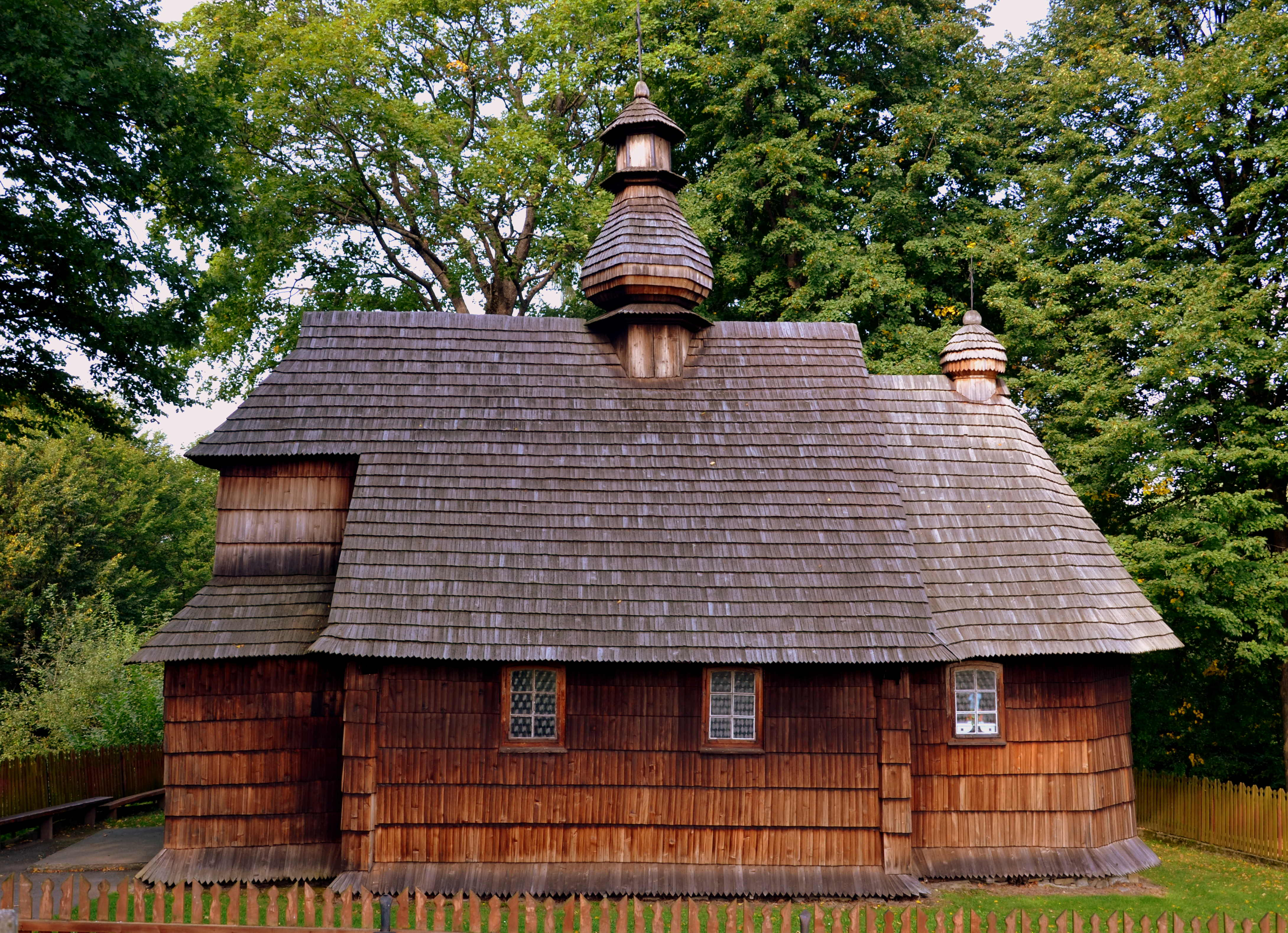
Elewacja południowa
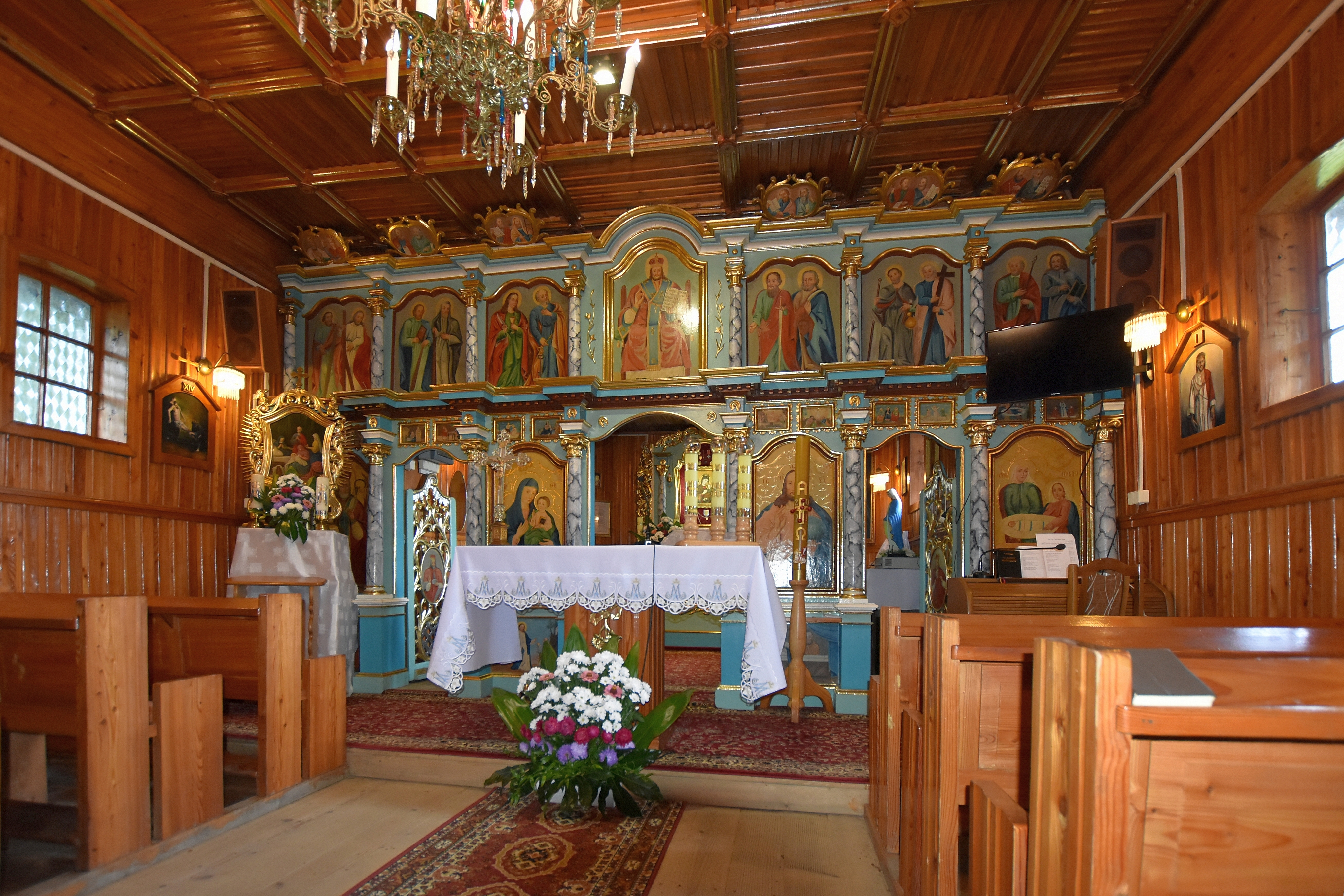
Wnętrze